# Bengt Tengroth
Bengt Theddy Tengroth, född 28 maj 1932 i Johanneberg i Göteborg, död 1 oktober 2022, var en svensk fackföreningsman och företagsledare. 

## Biografi
Bengt Tengroths biologiska föräldrar var aldrig gifta och han växte först upp på barnhem. Fadern var sjökapten. Han blev sedan fosterbarn hos hamnarbetaren Carl Gustav Tengroth och Ellen Maria, född Johansson. Familjen bodde först i Bagaregården och sedan i Landala. Sommarloven tillbringade han bland annat som sommarbarn på en bondgård i Olofstorp. Han började tidigt arbeta för att bidra till familjens försörjning.
Tengroth studerade vid Göteborgs arbetares folkhögskola och anställdes 1947 vid SKF. Han kom fram tidigt som ledare inom fackrörelsen och kallades "underbarn" i pressen. Som socialdemokratisk politiker blev han ledamot av Kortedala ungdomsråd 1956, av stadsfullmäktige från den 5 januari 1962, av Hamnstyrelsen från 1962 samt var revisor för Sjukvårdsstyrelsen från 1960. Tengroth blev ordförande i SKF:s verkstadsklubb 1957, ordförande 1962 för Metall avdelning 41 samt ledamot av överstyrelsen för Metall i Stockholm från 1961. Under hans tid som ordförande initierades det som 1972 blev personal- och friskvårdsanläggningen SKF Kristinedal.
Han blev vice verkställande direktör i Götaverken den 1 oktober 1971, med ansvar för personal- och utbildningsfrågor. Tengroth var bland annat drivande i tillkomsten av personalanläggningen Arken. I samband med att Svenska Varv AB tog över Götaverken 1977 blev Tengroth dess vice vd. PÅ 1980-talet fick han ansvaret för Götaverkens fastigheter som överfördes i bolaget Eriksbergs fastighets AB. Tengroth och bolaget kom att utveckla Norra älvstranden från varvsområde till bostads- och verksamhetsområde. Tengroth engagerade bland andra Pietro Raffone och Bibbi Olsson när Eriksberg bebyggdes med nya bostäder.
Tengroth omnämns i Knutna nävars välkända låt "Strejken på Arendal".
Bengt Tengroth gifte sig 1953 med Marianne Ruth Claus, född 1931.